# Samostan Maulbronn
Samostan Maulbronn je nekdanja cistercijanska opatija v središču mesta Maulbronn. Mesto in samostan ležita na jugozahodnem robu Stromberga, ki se dviga na jugu Odenwalda in severno od schwarzwaldskega Kraichgaua. Najbližje večje mesto je baden-württemberški Pforzheim. Maulbronn je eden najbolje ohranjenih srednjeveških samostanskih kompleksov severno od Alp, zastopani so skoraj vsi slogi in smeri razvoja od romanike, ko je nastal, pa vse do pozne gotike, ko je bil kompleks dokončan.
V nekdanjem samostanskem kompleksu, obdanem z obzidjem, je danes več restavracij, sedež policije, mestnega sveta Maulbronna in drugih uradov. V samostanskem poslopju sta tudi evangeličanska šola in internat.
Samostan Maulbronn je od decembra 1993 na seznamu UNESCO-ve svetovne kulturne dediščine.

## Zgodovina

### Ustanovitev
Pod pokroviteljstvom slavnega Bernarda iz Clairvauxa je postal cistercijanski red zelo razširjen v Evropi in na območju današnje Nemčije. V jugozahodni Nemčiji je plemič Walter Lomersheimski, navdušen nad novim redom, podaril svojo dediščino, posest Eckenweiher med Mühlackerjem in Lienzingenom, za ustanovitev novega cistercijanskega samostana, v katerega naj bi (kot je bilo tedaj običajno) tudi sam vstopil kot laični brat. V ta namen je že delujoči samostan Neuburg iz Alzacije poslal opata in 12 menihov (toliko je tudi apostolov).
Neposredna ustanovitev samostana je bila zaupana opatu Dieterju iz primarne opatije Morimond, ki je prišel 24. marca 1138. Verjetno podarjena zemljišča, na  katerih je bil samostan ustanovljen, niso bila dovolj, da bi samostan lahko zaživel. Med drugim je bilo tudi premalo vode. Leta 1146 je škof iz Speyerja Günther von Henneberg razglasil kraj za neprimeren in je podaril samostanu škofovski fevd Mulenbrunnen v odmaknjeni gozdnati dolini. Verjetno je bil samostan preseljen na nov (sedanji) kraj poleti leta 1147.
- Notranje dvorišče samostana
- Tloris klavzure
- Pogled z vzhoda (rekonstrukcija iz leta 1891)
- Marstall (danes mestna hiša Maulbronna), levo kovačija
- Notranjost samostanske cerkve
- Refektorij, samostanska jedilnica
- Vodnjak

### Nadaljnja zgodovina in razvoj
Samostan se je hitro razvil v gospodarsko in kulturno središče. Leta 1156 je prešel pod cesarsko zaščito, kar je bilo leta 1232 tudi listinsko potrjeno. Skupnost je za zaščitnika opatije izbrala škofa Speyerja. Zdi se, da je oskrbnik postal njegov ministerial Heinrich von Enzberg, ki je dokumentiran od leta 1236. V naslednjih desetletjih so se nato večkrat delno celo nasilno sprli z gospodo Enzberg, ki je poskušala uporabiti svoje skrbništvo nad samostanom za širitev in utrditev lastnega položaja. Od leta 1325 je bilo skrbništvo zaupano pfalškim grofom.
V bavarsko-pfalški nasledstveni vojni je leta 1504 samostan oblegal vojvoda Ulrik Württemberški, samostan je padel po sedemdnevnem obleganju.
V nemški kmečki vojni leta 1525 so samostan oplenili uporni kmetje. Vodja kmetov Jäcklein Rohrbach je nato ostal v Maulbronnu in se pritožil Hansu Wundererju zaradi nesoglasja med uporniki, ki se niso mogli dogovoriti, da bi samostan zažgali, porušili ali morda prodali. Po Rohrbachovi zaslugi je stavba ostala cela.

## Izgon konvencije med reformacijo
Vojvodina Württemberg je postala protestantska, a menihi te politične oblasti v državi niso prenašali. Samostan je bil sprva mišljen kot skupen samostan za neposlušne menihe iz vseh moških samostanov Württemberga. Opat in samostan sta se leta 1537 preselila v svoj matični samostan v Alzaciji, opat je leta 1547 umrl v Einsiedelnu. Po koncu  šmalkaldenske vojne je vojvoda leta 1546/47 konvenciji vrnil samostan.
Leta 1555 je bil sprejet augsburški mir, ki je vojvodi dal pravico, da določi zavezanost svojih podložnikov. Leta 1556 je sprejel meniški red (Klosterordnung), ki bi moral postaviti temelje za redno izobraževanje v vseh preostalih moških samostanih Württemberga. Sprememba samostana v šolo je bila pravno dolgo časa sporna. Cesar je dvakrat poskušal razveljaviti razvoj Maulbronna. V obdobju  augsburškega interima so se v letih 1548 do 1555 in od 1630 do 1649 zaradi cesarjevega edikta menihi vrnili v samostan.

## Gospodarska in lastniška zgodovina
Last samostana se je na začetku zlasti povečala s pobožnimi darili in donacijami svobodnega plemstva in ministerialov. V 14. in 15. stoletju so sistematično zaokroževali posesti in razpolagali z njihovimi nakupi. Ob koncu razvoja je zaprto samostansko območje obsegalo več kot 20 vasi, tako imenovanih Klosterflecken (samostanskih vasi).
Poleg samostojnega upravljanja so neposredno prodajali samostanske izdelke na dvorišču Elfinger, pa tudi v Illingenu, Knittlingenu in Unteröwisheimu. Imeli so tudi okoli 2500 hektarjev samostanskih gozdov, ki so se širili čez približno 25 krajev.
Blago in privilegiji so skupaj s prihodki od desetine prinesli samostanu precejšen prihodek. Za upravljanje dohodka je konvent ustanovil več tako imenovanih Klosterpflegen (samostanskih vzdrževalnih obratov). Takih je bilo v samostanu sedem: Illingen, Kirchheim am Neckar, Knittlingen, Ötisheim, Speyer, Unteröwisheim in Wiernsheim.

## Ozemlje in uprava samostana
Med 12. in 15. stoletjem je samostan Maulbronn v 14. stoletju prišel pod pfalško pokroviteljstvo in leta 1504 pod Württemberg. To je veljalo za zaprto maulbronsko osrednje območje, ne za posebno enoto, približno 15 km severozahodno od osrednjega ozemlja ležečo eksklavo Unteröwisheim. Zaradi sekularizacije samostana leta 1535 je bilo njegovo ozemlje leta 1557 preoblikovano v Württemberg Klosteramts Maulbronn. V smeri sever–jug je obsegalo približno 25 km (Knittlingen na severu in Flacht na jugu) in v smeri vzhod–zahod približno 15 km (Ötisheim na zahodu in Gündelbach na vzhodu).
Enz je razdelil ozemlja na severno in južno polovico. Maulbronn je v središču severne polovice,  geografsko središče južne polovice je  Wiernsheim. Samo enklava Mühlhausen an der Enz je bila posebna enota.
Zaradi svoje velikosti ter posebnega geopolitičnega in zemljepisnega položaja na stičišču Neckarbeckna v Kraichgauu in na glavni magistralni cesti iz Ulma v Speyer je bil  Maulbronn strateško zelo pomemben branik Württemberga proti zahodu in v preteklosti dežel  Zgornjega Porenja (Pfalz, Baden, nadškofija Speyer). V obdobju Palatinata, ko je samostansko ozemlje Maulbronn oblikovalo jugovzhodno pfalško mejo, so samostan Maulbronn  in veliko drugih krajev zavarovali tudi württemberške koristi.
Leta 1806 je bil Württemberg Klosteramts Maulbronn spremenjen v Württemberg Oberamt Maulbronn. Öschelbronn in Ruit sta leta 1810 iz Württemberga prešla v Baden. Oberamt Maulbronn je od leta 1936 del okrožja Vaihingen in 1972 je večina občin prešla v Enzkreis.

## Samostanska šola
Januarju 1556 je opat Henrik kot drugi prelati države uvedel nov samostanski red. Razen Maulbronna so v dodatnih dvanajstih evangeličanskih samostanih, predanih württemberškemu gospostvu, začeli izobraževati mlade v skladu s temi pravili. V Maulbronnu je šola še danes; nekaj znanih diplomantov: Johannes Kepler, Friedrich Hölderlin in Hermann Hesse. Maulbronn je eden redkih seminarjev, ki se je ohranil do danes. Leta 1807 se je šola spremenila v Evangeličansko teološko semenišče (Evangelische Seminare Maulbronn und Blaubeuren). Zdaj je javna gimnazija z internatom do 9. razreda in z diplomo v 12. razredu, ima koli 100 dijakov.

## Kronološki potek dogodkov
1138 samostan slovesno odprejo opat Dieter in 12 menihov iz cistercijanskega samostana Neuburg v Alzaciji
1146 sveti Bernard iz Clairvauxa v Speyerju
1147 škof Gunther iz Speyerja podari svoj fevd Mulenbrunnen opatu Dieterju, utemeljitelju samostana v Maulbronnu
1148 papež Evgen III. preda novemu samostanu manifest o zaščiti
1153 grof Ludvik I. Württemberški da samostanu vas Elfingen
1156 cesar Friderik I. Barbarossa je samostan prevzel v varstvo cesarstva
1178 nadškof Arnold I. Valancourt iz Trierja posveti samostansko cerkev
1201 gradnja samostanskega krila (klet in laični refektorij)
1210 gradnja preddverja (Raj)
1215 gradnja južne dvorane križnega hodnika
1225 gradnja moškega refektorija in kapiteljske dvorane
okoli 1300 gradnja zahodnega dela križnega hodnika
okoli 1350 gradnja severnega dela križnega hodnika s kapelo, fontano, vzhodno dvorano s kapiteljsko dvorano in Janezovo kapelo
1361 Janez I. Rottweil postane opat in omeče samostan
1424 gotska rekonstrukcija cerkve
1430 gradnja hiše za prebendo
1441 pfalški grof gradi samostansko obzidje in stolpe
1479 gradnja preddverja samostana
1493 gradnja parlatorija
1495 dokončanje oratorija
1501 izvedba kamnitega baldahina v laični cerkveni ladji
1504 vojvoda Ulrik Württemberški zasede samostan
1512 Janez VIII. Entenfuß postane opat in začne graditi
1516 Johannu Georgu Faustu opat Entenfuss naloži izdelavo zlatarskih predmetov
1517 obnova dvorca se je končala s spiralnim stopniščem
1518 opat Entenfuss odstavljen
1519 vitez Franz von Sickingen požge samostan
1521 zgrajena je pekarna
1525 uporniški kmetje plenijo samostan
1534 vojvoda Ulrik Württemberški sekularizira samostan
1537 opat Janez IX. se preseli po pobegu iz Speyerja v samostan Pairis v Alzaciji
1547 z augsburškim interimom cesar Karel V. samostan začasno ponovno dodeli cistercijanom. Opat Henrik III. vodi katoliško vero in samostanski red in znova dobi priznanje cesarskega mesta
1550 gradnja hiše za oddajanje
1556 vojvoda Krištof Württemberški zgradi protestantsko samostansko šolo
1558 Valentin Vannius postane prvi evangeličanski opat
1580 razširitev sadovnjakov
1586–1589 Johannes Kepler iz Weil der Stadta je študent v samostanu
1588 gradnja vojvodskega lovskega dvorca
1600 gradnja predavalnice nad kapelo z vodnjakom
1630 samostan si z orožjem priborijo nazaj cistercijani – Christoph Schaller iz Sennheima postane opat
1632 posledica zmage švedskega kralja Gustava II. Adolfa je, da menihi spet zapustijo samostan
1633 ponovno je evangeličanski samostan
1634 obnova protestantske samostanske šole – vrnitev opata Schallerja s cistercijani
1648 z vestfalskim mirom Maulbronn dodelijo protestantom
1649 opat Buchinger ga dobi s protestom
1651 ponovna vzpostavitev evangeličanskega samostana
1656 obnova protestantske samostanske šole
1692 samostanski študenti zavarujejo pred požigom Ezéchiela de Mélaca
1702 obnova samostanske šole
1751 rušenje opatijske hiše
1786–1788 Friedrich Hölderlin je študent samostanske šole Maulbronn
1806 kralj  Friderik I. sekularizira samostan
1807 združitev samostanske šole Maulbronn z Bebenhausnom
1818 Maulbronn postane Evangeličansko semenišče
1823 premestitev generalnega superintendanta Maulbronna v Ludwigsburg
1892 požar prebende
1893–1899 rušenje profesorske hiše pred samostanom in majhnega gradiča (stanovanje Famula)
1928 Evangeličansko semenišče Maulbronn pride v posest Evangeličanske semeniščne fundacije
1941 nacistična vlada zaseže samostan in zapre seminarsko šolo
1945 obnova evangeličanskega teološkega semenišča

## Današnji pomen samostana
Samostan je zdaj skoraj v celoti v lasti države Baden-Württemberg in pod nadzorom Staatliche Schlösser und Gärten Baden-Württemberg. Mesto Maulbronn uporablja nekdanje hleve kot mestno hišo. Vključitev na Unescov seznam svetovne dediščine privlači obiskovalce z vsega sveta.
Samostan je redno koncertno prizorišče zaradi akustike samostanskih stavb.

## Arhitektura

### Samostanska vrata
Zunaj glavnega vhoda je samostanski jarek, prek katerega je bil prvotno lesen dvižni most. Na zahodni stranici je še vidna odprtina vhodnega stolpa, skozi katerega je vodil verižni most.
V celici poleg vhoda v samostan je živel vratar. Red bratov se je lahko takoj vključil, ženske pa ne. Proti moškim je bila gostoljubnost sveta dolžnost: revne in bolne je treba prejeti, kot da bili sam Kristus.

### Samostansko dvorišče
Samostansko dvorišče je značilno zaprto. Takoj znotraj vrat, kjer je lekarna, je bil zeliščni vrt. Tik za lekarno je bil prostor za jutranjo mašo, stanovanje redovnih duhovnikov, ki so morali brati mašo v nasproti ležeči kapeli. Ta kapela je bila namenjena ženskam, ki niso imele dostopa do samostana, da se jim omogoči sodelovanje v božji službi.
Pred renesančno mestno hišo je stara lipa. Za vinarno ter skladiščem je tako imenovan Fruchtkasten, zgrajen na starih temeljih leta iz 1580 v sedanji velikosti. Mizarska delavnica v središču trga je stara samostanska uprava. Prvotno je bilo samostansko dvorišče manjše ali ločeno z zidom na zunanji in notranji del. 

### Raj
Preddverje samostanske cerkve, včasih imenovano Raj, je bilo v zgodovini cerkve poslikano s podobo izvirnega greha. Zadnja slika sega v leto 1522, vendar pa je ohranjen le majhen del. Raj samostana Maulbronn kaže, tako kot še marsikateri del arhitekture tega samostana, prehodno obdobje med romaniko in gotiko ter vplive z območja Burgundije. S kombinacijo visokih, svetlih oken in širokih lokov je že rahlo gotski, ker še ni koničastih lokov, vendar romanski loki krasijo okno. Delno so koničasti in okrogli loki razporejeni skupaj. Ta vrsta kombinacije je edinstvena v Nemčiji. Graditelj ni znan po imenu, imenujejo ga po Maulbronskem raju mojster Raj.

### MojsterMaulbronskega raja
Usposobljen gradbeni mojster zgodnjegotskega sloga v severni Franciji je med letoma 1160 in 1170 dobil naročilo, da zgradi nov križni hodnik in jedilnico za laične menihe. Prišel je iz Burgundije, države izvora cistercijanskega gibanja. Najprej se je odločil, da jedilnico spremeni z dvojno podporo z lokom in rebri, kot je že določeno v skladu s stenami njegovega predhodnika. Nato se je odpravil na zahodno stran cerkve, tako imenovani Raj, in krilo samostana kot tudi refektorija obokal s poznoromanskim in zgodnjegotskim šestrebrastim obokom. Začel je tudi zahodno in vzhodno krilo križnega hodnika, vsakega s prvim obokom na jugu, ter s tem določil širino in višino v preostalem delu križnega hodnika. Razdelil je statične funkcije posameznih členov. Za njegovo delo je značilno sumiranje cevnih oblik, različnih višin in "luknjaste oblike" oken (prednik krogovičja visoke gotike). Vsa rebra oboka sledijo polkrogu. Mojster Raja je pozneje učinkovito delal v Magdeburgu in v Halberstadtu.
Opazni so tudi portali, ki povezujejo Raj s cerkveno ladjo. Vratna krila so iz 12. stoletja in so izvirna. Tudi nekdanje usnjeno kritje je še vedno vidno.
- Portal samostanske cerkve v Raj
- Detajl: usnjeno kritje vrat (12. stoletje)
- Pogled iz Raja
- Raj, notranjost

### Samostanska cerkev
Stropni obok je delo Josepha Victorja von Scheffela, črke A. v. k. L. W. h. (bere se kot All voll, keiner leer (oder - wahrscheinlicher - Kanne leer), Wein her!‘‘). To ga je navdihnilo, da je napisal Maulbronsko fugo. 
Cerkev je triladijska bazilika, ki je bila zgrajena med letoma 1147 in 1178 v romanskem slogu. Je nenavadno dolga, kot da je ladja dveh cerkva, laične in samostanske, združena. Romanska korna pregrada ločuje laično cerkev in kor meniške cerkve. Posebnost je razpelo. Razpelo in telo Odrešenika sta izrezljana iz enega kosa kamna, natančno sta usklajena, tako da v najdaljšem dnevu v letu po deseti uri sončni žarki posvetijo na trnovo krono Kristusa.

### Preostali prostori v notranjosti
Od okoli 1200, začenši z zahodnim krilom, je bila v 10 do 20 letih zgrajena klavzura ob križnem hodniku severno od cerkve.
Laični refektorij (zgrajen 1201) je po cerkvi največja obokana soba v samostanu.
Vrata nasproti kapele z vodnjakom vodijo v samostansko jedilnico (zgrajena med letoma 1220 in 1225).
Kapiteljska dvorana (13. stoletje) je bila namenjena dnevnemu srečevanju vseh menihov. V ta namen so bile v prostoru na vseh štirih straneh kamnite klopi.
Kapela z vodnjakom iz 14. stoletja stoji južno pred vrtom križnega hodnika. Umivalnica v križnem hodniku je bila predpisana. Najnižja posoda vodnjaka je stara kot gotska kapela. Obe zgornji sta bili postavljeni tukaj šele pred kratkim.
Calefactorium je obokana peč, na njenih kamnih so še vedno vidni sledovi požara. To je bil prostor, iz katerega so segrevali prostor za menihe, bil je poleg samostanske kuhinje in edini ogrevan prostor v  samostanu.
Parlatorij (okoli 1493) je pogovorna soba v samostanu, v kateri je bilo dovoljeno, da so se menihi pogovarjali med sabo ali s predstojnikom.
Omembe vredna je tudi ura z enim kazalcem.
V parku jugovzhodno zunaj samostanskih zidov je bil leta 2012 odkrit Staufovski kamen, ki  opozarja, da je Friderik I. Barbarosa samostanu in okrožju leta 1156 dodelil cesarsko zaščito.
- Pogled iz križnega hodnika na kapelo z vodnjakom
- Pekarna levo
- Mlin (danes internat) desno
- Čuvajnica
- Stauferjev kamen, v ozadju Faustov stolp

### Orgle
V samostanu Maulbronn so dvoje orgle. Od leta 2010 so v cerkvi orgle, ki jih je leta 1849 naredil Eberhard Friedrich Walcker. Imele so dva manuala, pedal in 21 registrov. Leta 1972 so bile te orgle nadomeščene z novimi Fa. Walckerja iz Ludwigsburga, z 38 registri, tremi manuali in pedalom. Pokazalo se je, da so zelo občutljive in leta 2002 so jih začeli obnavljati. 
Današnje glavne orgle samostanske cerkve so bile narejene leta 2013 in so delo delavnice Gerharda Grenzinga (Barcelona). Imajo tri manuale in pedala ter 35 registrov. 

## Posebni žigi in spominski kovanci
Da bi počastili uvrstitev samostana Maulbronn na Unescov seznam dediščine človeštva, je 22. januarja 1998 izšel poseben žig nemške pošte, na katerem sta prikazana samostanska cerkev in tloris samostana.
Od leta 2013 je samostan tudi na hrbtni strani priložnostnega kovanca za 2 evra . Motiv je zasnoval graver Eugen Rühl iz Pforzheima in prikazuje preddverje samostanske cerkve Maulbronn (Raj) iz leta 1220 ter vodnjak. 

## Legendi

### Mule so določile kraj, kjer naj bi stal samostan
Grb na niši z vodnjakom prikazuje legendo o ustanovitvi, ki pravi, da so bili menihi neodločeni, kje bi morali zgraditi samostan. Zato so na mule naložili samostanske zaklade in jih nagnali teči. Mule so se ustavile, kjer je današnji vodnjak, odvrgle zaklad in zacepetale s kopiti. Tam je izbruhnil izvir, nad katerim so menihi postavili vodnjak in kapelo. Tako so se po legendi odločili za kraj samostana in ime Maulbronn.

### Izum žlikrofov
S samostanom v Maulbronnu je povezana tudi legenda o izumu švabskih žlikrofov (Maultasche). Zviti menihi iz samostana Maulbronn niso hoteli podariti prazničnega mesa, ampak so ga kot dobri Švabi hoteli obdržati. Da bi se izognili prepovedi, po kateri niso smeli jesti mesa ob petkih in med postom, so zelo na drobno sesekljali meso in ga pomešali z zelišči. Tako je bilo videti kot zmleta zelenjava. Poleg tega je bilo skrito v žepu iz testa, tako da ga ni mogel videti Gospod, Bog nebes. Ta jed je dobila ime po samostanu, Maul tasche, in jo v šali imenujejo Herrgottsbscheißerle.